# Споменик црвеноармејцу у Београду
Споменик црвеноармејцу је споменик у Београду. Налази се на општини Палилула.

## Опште карактеристике
Споменик је посвећен војницима Црвене армије који су дали свој живот приликом ослобођења Београда 1944. године. Налази се на Гробљу ослободилаца у Београду. На улазу у гробље налази се монументална капија са рељефима, који су дело вајара Радете Станковића, док се у самом парку налази скулптура „Црвеноармејац”. Споменик приказује војника Црвене армије са пушком. Постављен 1954. године и дело је вајара Антуна Аугустинчића.
Спомен-гробље ослободиоцима Београда изграђено је 1954. године по идеји архитекте Бранка Бона, док је парк унутар спомен-гробља пројектовао инжењер Александар Крстић. Од 2.944 бораца Народноослободилачке војске и партизанских одреда Југославије (НОВ и ПОЈ) и 961 бораца совјетске Црвене армије, колико их је погинуло током борби за ослобођење Београда, од 12. до 20. октобра 1944. године, у заједничкој гробници сахрањено је 1.386 бораца НОВ и ПОЈ и 711 бораца Црвене армије.
Сваке године приликом обележавања Дана ослобођења Београда, полажу се венци и цвеће на споменик црвеноармејцу, као и најчешће приликом доласка делегације Русије у Београд.